# Kateřina Bittmanová
Kateřina Bittmanová (* 14. července 1952) je česká lékařka.
Kateřina Bittmanová je dcera Ladislava Bittmana a Anny Bittmanové, rozené Schönové. V roce 1968 emigrovala do Izraele, kde vystudovala gymnázium. Pak sloužila dva roky povinné vojenské služby. V letech 1975–1981 studovala medicínu v Jeruzalémě. Do roku 1991 pracovala ve městě Rechovot na gynekologicko-porodnickém oddělení. V roce 1991 se s dcerou a synem vrátila do Prahy a otevřela si zde gynekologickou ambulanci. Provozuje agenturu ProVida, zajišťující osobní pomocnice pro staré a nemohoucí lidi. Aktivně ovládá šest jazyků.